# 陳命官
陈命官（1883年？—1945年），字纪云，号壶公，山东蓬莱人。中国民主革命家，中华民国政治人物。

## 生平
陈命官是明朝初年建文朝礼部尚书陈迪的第十六世孙。陈命官曾经留学日本，和同样来自山东的于洪起、谢鸿焘、栾公尧等参加中国同盟会。日本颁布取缔中国留学生规则后，1906年春，陈命官同于春暄、徐镜心、谢鸿焘等人回国，秘密在烟台设立同盟会分部。他还和徐镜心、谢鸿焘、邹秉绶等共同创办东牟公学。清朝宣统二年（1910年），在学贡会考中，陈命官中一等一名。陈命官历任山东谘议局议员、资政院议员。
中华民国成立后，他曾任南京临时参议院议员，1928年到栖霞县任县长，还曾任乐陵县等县县长，山东省公署外交主任、胶济铁路机要课课长、铁道部专员等职务。

## 家庭
- 父：陈顾岩，清咸丰辛酉科拔贡。
- 兄弟五人（陈命官排行老二）